# Stanęcin (Olszanka)
Stanęcin – część wsi Olszanka w Polsce, położona w województwie małopolskim, w powiecie nowosądeckim, w gminie Podegrodzie.